# Jetel horský

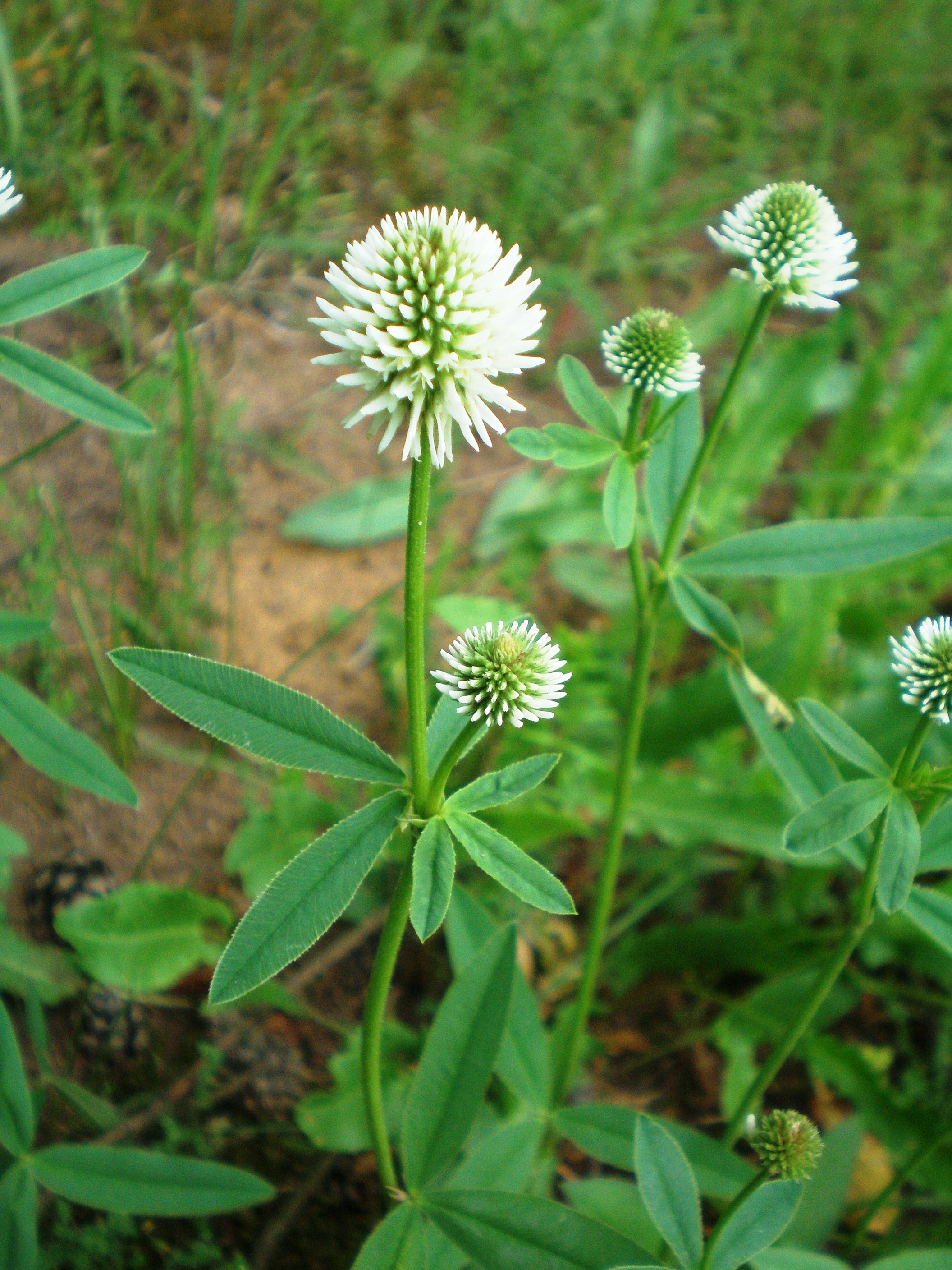
Jetel horský

Jetel horský (Trifolium montanum) je vytrvalá rostlina, jeden z mnoha původních druhů české květeny, který navzdory svému druhovému jménu "horský" roste spolehlivě i v nížinách. Bíle kvetoucí bylina bývá v České republice i přes svou výživnou hodnotu jen zřídka kdy pěstována jako krmivo pro dobytek, většinou se s ní lze setkat pouze jako s planě rostoucí rostlinou.

## Rozšíření
Druh s převážně evropským rozšířením, který má své těžiště výskytu ve Střední Evropě a dále sahá na západě po Francii a Pyrenejský poloostrov, na severu po jih Skandinávie a na východě k Uralu. Jeho areál dále pokračuje východním směrem, kde bývá roztříštěně přítomen v Turecku, na Kavkaze, v západní Sibiři a částečně i Střední Asii. V Česku roste roztroušeně až hojně na většině území, od nížinných až do horských oblastí; je však vzácný v Chebské pánvi a v oblasti Labských pískovců.

## Ekologie
Hemikryptofyt rostoucí na výslunných loukách, pastvinách, křovinatých stráních i ve světlých lesích a po jejich okrajích, kde snáší i mírný polostín. Dává přednost stanovištím s vlhkým až vysýchavým, hlubokým, humózním a zásaditým substrátem.
V prvém roce vyroste pouze listová růžice a teprve ve druhém lodyha s květy, která po vytvoření semen usychá. Kvete v červnu až červenci a při porovnání s jinými druhy jetele je nektar v květech snadno dostupný, což umožňuje většímu počtu druhů hmyzu květy opylit. Na stanovišti obvykle vytrvává až do pěti let.

## Popis
Vytrvalá, trsnatá bylina s kůlovitým, hluboko sahajícím kořenem. Z vícehlavého oddenku vyrůstá několik lodyh, jsou přímé, jednoduché nebo jen zřídka větvené, hustě bělavě chlupaté a bývají vysoké 15 až 70 cm. Lodyha má u báze nahloučené dlouze řapíkaté listy v růžici a výše je pouze chudě porostlá listy střídavými, skoro přisedlými. Kopinaté, na konci šídlovité palisty jsou téměř po celé délce srostlé s řapíky. Listy jsou dlanitě složené, trojčetné a jejich krátce řapíčkaté listy jsou oválné až podlouhlé, 1,5 až 6 cm dlouhé a 1 až 2 cm široké, po obvodě ostře pilovitě zubaté, na líci lysé a na rubu chlupaté s vyniklými větvenými žilkami.
Na lodyze vyrůstají z úžlabí listů dlouhé stopky s mnohokvětými hlávkami, často dvě společně. Mívají v průměru 1,5 až 3 cm a z počátku jsou kulovité až vejčité, později válcovité. Oboupohlavné, nevonné květy bývají asi 1 cm dlouhé a mají kratší stopky než listeny. Pětičetný, ostře zubatý kalich 3,5 mm dlouhý je roztroušeně chlupatý. Koruna s deseti tyčinkami a jedním pestíkem je bílá až slabě nažloutlá, po odkvětu hnědne a má mnohem delší pavézu než křídla. Plodem je oválný, chlupatý, nepukavý lusk ve vytrvalém kalichu, obsahuje jedno oválné semeno zelenkavé barvy. Ploidie druhu je 2n = 16.

## Možnost záměny
Pro potlačení eventuální záměny se uvádí, že jetel horský je, ze všech v české přírodě rostoucích bělokvětých jetelů, nejvíce chlupatý. Dále má přímý vzrůst a jeho květenství vypadá, s ohledem na úzké květy, poněkud ježatě. Podobný jetel zvrhlý je lysý a jeho usychající květy růžoví, jetel plazivý a jetel jahodný mají lodyhy plazivé a ostatní jetele s bílými květy mají výrazně menší květenství.

## Význam
Přestože se tato jetelovina svou výživnou hodnotou přibližuje jeteli lučnímu, je v České republice pro hospodářské využívání jen málo významná, na orné půdě se nepěstuje a jen zřídka se vsévá do travnatých směsí určených na krmení; bývá ale pěstován v jižní Evropě. V mladém stavu je tento druh dobytkem dobře přijímán, ale ve stáří je pro zdřevnatělé lodyhy odmítán, na závadu je také jeho sporé olistění. Snáší kosení jednou nebo dvakrát ročně, při pastvě však z porostů rychle vymizí.